# Projecte Chatter
El Projecte Chatter fou un projecte secret de la Marina dels Estats Units que es començà a dur a terme la tardor de l'any 1947, el qual s'enfocava en la investigació i posteriorment la prova de droges usades en interrogació i captació d'agents secrets. Aquest programa comptava amb experiments tant a animals com a humans. El Projecte Chatter fou cancel·lat poc després de la fi de la Guerra de Corea l'any 1953.

## Desenvolupament
El Projecte Chatter fou deixat a mans de control del doctor Charles Savage, del Centre Mèdic Militar Nacional Walter Reed, a Bethesda, Maryland, des de l'any 1947 al 1953.
El Projecte Chatter es destinava a la identificació de productes naturals o bé sintètics que foren capaços d'ajudar en un interrogatori. El Projecte també s'enfocava (tot i que no completament) en les proves de l'ús d'Anabasis aphylla (un alcaloide), 
d'Escopolamina i de Mescalina.
Es suggereix que el Projecte Chatter fou cancel·lat l'any 1953 pels seus pocs èxits i a l'èxit d'altres programes de control mental de la CIA.